# Château de Sault
Le château de Sault est une ancienne forteresse érigée sur une motte castrale au XIIe siècle, située sur la commune de Sault-de-Navailles, dans le département français des Pyrénées-Atlantiques.
Il est inscrit aux monuments historiques par arrêté du 26 novembre 1998. Principal vestige, la tour s'effondre en 2021.

## Histoire

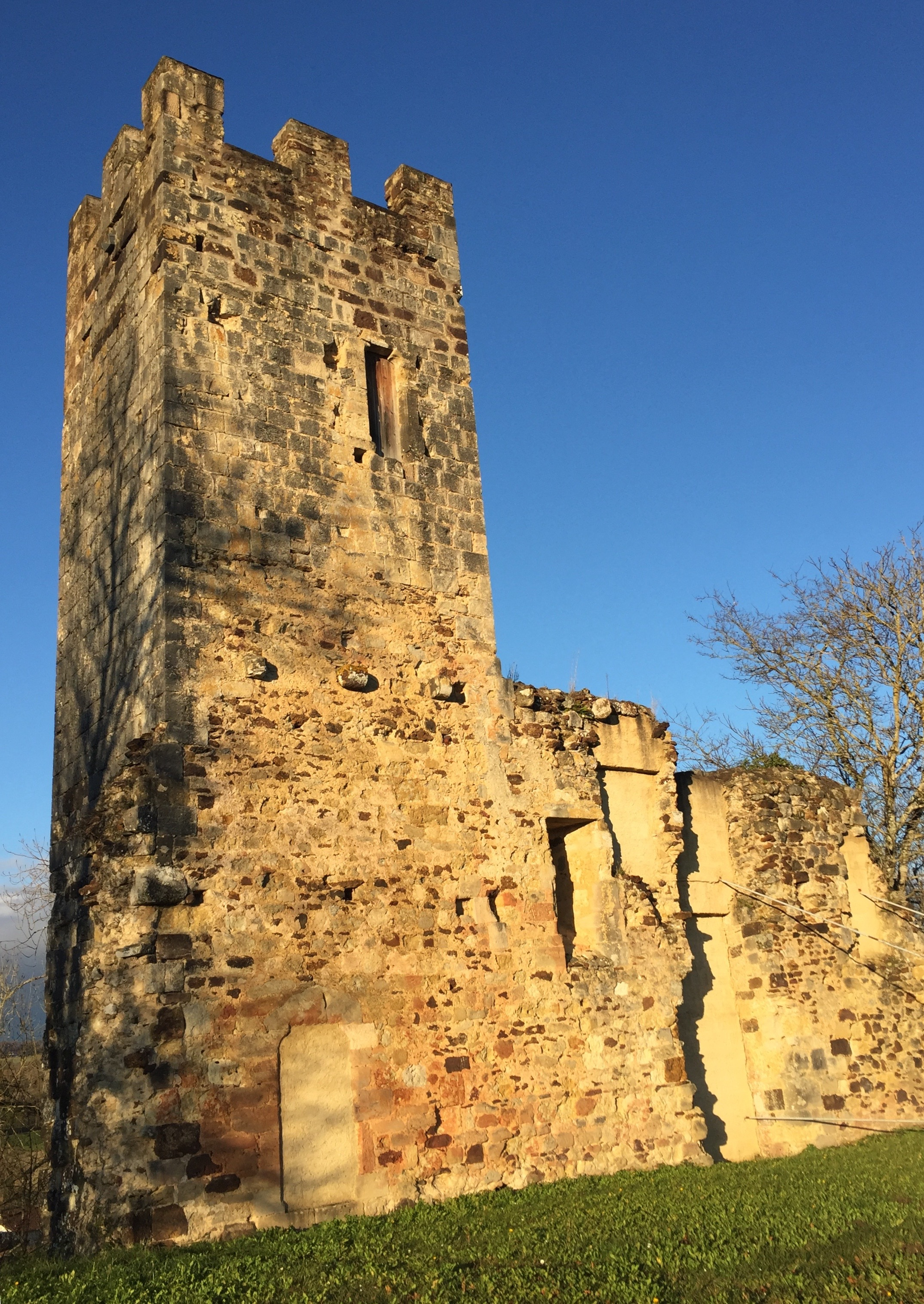
La tour.

La vicomté de Sault était placée entre le duché d'Aquitaine (ou Gascogne selon l'époque), dont elle relevait, et la vicomté de Béarn. Anglais, notamment la famille de Brocas de Beaurepaire et Roche Court (v.1225), et Béarnais se disputent tout au long du XIIIe siècle la suzeraineté de cette seigneurie et le contrôle de son château, qui occupe alors une position stratégique, sur une motte dominant la vallée du Luy-de-Béarn, à la frontière historique entre Aquitaine et Béarn.
De cette situation, les seigneurs féodaux pouvaient surveiller et guetter le moindre signe étranger depuis la tour qui surplombait la Carrère (rue principale aujourd'hui nommée rue de France) et contrôler les passages du Luy.
Le château subit successivement les assauts des vicomtes de Béarn et des ducs d'Aquitaine : le vicomte de Leicester en fait le siège en 1225, il est pris par Simon V de Montfort en 1249. En 1263 le seigneur de Sault, allié de Gaston VII de Béarn, est contraint d'en abattre le donjon. Gaston de Béarn y est retenu prisonnier en 1273 sur ordre d'Édouard Ier d'Angleterre. Le siège par le duc d'Anjou en 1374 porte un coup fatal au château.

## Description
Jusqu'en 2021 seuls subsistaient les vestiges d'une tour de forme rectangulaire aux murs épais, hauts d'une quinzaine de mètres et d'une partie du mur d'enceinte. Le donjon comportait deux étages composés chacun d'une seule pièce. Celle du rez-de-chaussée donnait sur une cour intérieure, tandis qu'on accédait à l'étage par des trappes ou une échelle. La cour intérieure devait accueillir des bâtiments dont le corps de logis, semble-t-il, contre le mur est. Il n'en reste que peu de vestiges : un pan de mur et des soubassements visibles du sol.
La tour s'effondre dans la nuit du 31 janvier au 1er février 2021 à la suite de la tempête Justine,.